# Phép chiếu lập thể

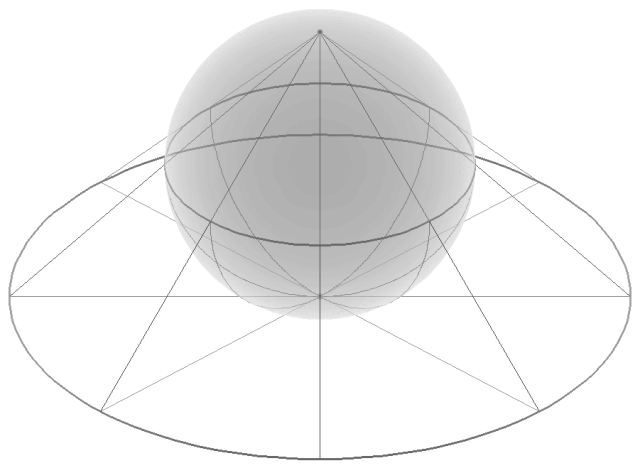
Minh họa phép chiếu lập thể 3 chiều từ cực bắc đến mặt phẳng dưới khối cầu

Trong hình học, phép chiếu lập thể  hay phép chiếu nổi là một phép ánh xạ chiếu một hình cầu lên một mặt phẳng. Phép chiếu được xác định trên toàn mặt cầu, ngoại trừ một điểm, đó là điểm chiếu. Ánh xạ là trơn và song ánh. Nó cũng là một bảo giác, nghĩa là nó bảo toàn góc. Tuy nhiên, nó không bảo toàn diện tích, đặc biệt là ở vùng gần điểm chiếu.
Về mặt trực quan, phép chiếu lập thể là một cách chụp ảnh hình cầu lên mặt phẳng, với một số hạn chế không thể tránh khỏi. Vì cả mặt cầu và mặt phẳng đều xuất hiện rất nhiều trong toán học và các ứng dụng của nó, nên phép chiếu lập thể cũng vậy; được sử dụng nhiều trong phân tích phức, vẽ bản đồ, địa lý, và chụp ảnh. Trên thực tế, phép chiếu có thể được thực hiện nhờ dùng máy tính hoặc bằng tay dùng một loại giấy có đồ thị vẽ đặc biệt gọi là lưới Wulff hay stereonet.

## Lịch sử

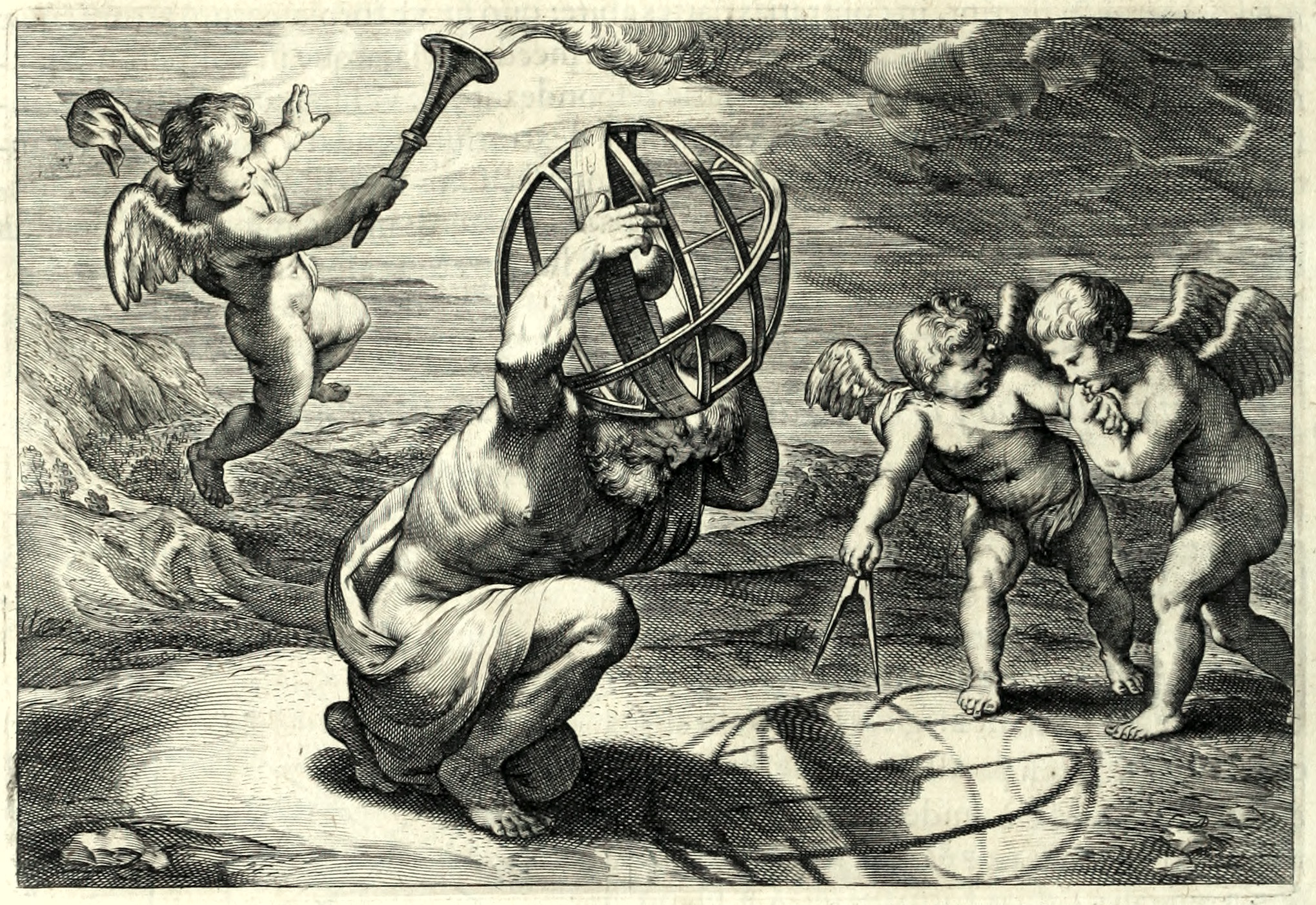
Minh họa của Rubens cho "Opticorum libri sex philosophis juxta ac mathematicis utiles", bởi François d'Aiguillon. Nó chứng minh hình chiếu được tính toán như thế nào.

Phép chiếu lập thể được biết đến với Hipparchus, Ptolemy và có thể sớm hơn với những người Ai Cập cổ đại. Ban đầu được gọi là phép chiếu cầu phẳng (planisphere projection).
Người ta tin rằng bản đồ tồn tại sớm nhất, được tạo bởi Gualterious Lud năm 1507, là dựa trên phép chiếu lập thể, ánh xạ mỗi nửa bán cầu lên một đĩa tròn.
François d'Aiguillon là người đã đưa ra tên gọi hiện nay cho phép chiếu này trong cuốn sách công bố nằm 1613 Opticorum libri sex philosophis juxta ac mathematicis utiles (Six Books of Optics, hữu ích cho các nhà triết học và toán học).

## Định nghĩa

Phép chiếu lập thể của một hình cầu đơn vị từ điểm cực trên lên mặt phẳng z = 0, biểu diễn trên tiết diện như hình vẽ

Phần này nói đến phép chiếu của hình cầu đơn vị từ cực bắc lên mặt phẳng thông qua đường xích đạo. Hình cầu đơn vị trong không gian 3 chiều R3 là tập các điểm (x, y, z) thỏa mãn x2 + y2 + z2 = 1. Cho N = (0, 0, 1) là "cực Bắc", và M là phần còn lại của hình cầu. Mặt phẳng z = 0 chạy qua trung tâm của hình cầu; "đường xích đạo" là phần giao của hình cầu với mặt phẳng.
Với điểm P bất kì trên M, có một đương thẳng duy nhất qua N và P, và đường thẳng này giao với mặt phẳng z = 0 tại duy nhất 1 điểm P'. Ta định ra phép chiếu lập thể của P là điểm P' trong mặt phẳng.
Để thực hiện trên máy tính, ta cần công thức cụ thể. Trong hệ tọa độ Descartes (x, y, z) trên hình cầu và (X, Y) trên mặt phẳng, phép chiếu và phép đảo được cho bởi công thức
{\displaystyle (X,Y)=\left({\frac {x}{1-z}},{\frac {y}{1-z}}\right),}
{\displaystyle (x,y,z)=\left({\frac {2X}{1+X^{2}+Y^{2}}},{\frac {2Y}{1+X^{2}+Y^{2}}},{\frac {-1+X^{2}+Y^{2}}{1+X^{2}+Y^{2}}}\right).}
Trong hệ tọa độ cầu (φ, θ) trên mặt cầu (với φ là điểm cao nhất và θ là góc phương vị) và tọa độ cực (R, Θ) trên mặt phẳng, phép chiếu và phép nghịch đảo như sau
{\displaystyle (R,\Theta )=\left({\frac {\sin \varphi }{1-\cos \varphi }},\theta \right),}
{\displaystyle (\varphi ,\theta )=\left(2\arctan \left({\frac {1}{R}}\right),\Theta \right).}
Vì thế, φ được hiểu là nhận giá trị π khi R = 0. Đồng thời, có nhiều cách để viết lại các công thức này dùng đẳng thức lượng giác (trigonometric identities). Trong hệ tọa độ trụ (r, θ, z) ở trên mặt cầu và hệ tọa độ cực (R, Θ) ở trên mặt phẳngg, phép chiếu và phép nghịch đảo là
{\displaystyle (R,\Theta )=\left({\frac {r}{1-z}},\theta \right),}
{\displaystyle (r,\theta ,z)=\left({\frac {2R}{1+R^{2}}},\Theta ,{\frac {R^{2}-1}{R^{2}+1}}\right).}

## Tính chất
Phép chiếu lập thể chiếu "cực Nam" (0, 0, −1) thành (0, 0), và đường xích đạo được chiếu trở thành vòng tròn đơn vị, bán cầu Nam trở thành vùng bên trong đường tròn và bán cầu Bắc chiếu đến vùng ở ngoài đường tròn.
Phép chiếu không xác định với điểm chiếu N = (0, 0, 1). 

## Lưới Wulff

Lưới Wulff hay stereonet, được dùng để vẽ các phép chiếu lập thể bằng tay

Phép chiếu lập thể có thể được thực hiện bằng máy tính dùng công thức đã cho. Tuy nhiên, nếu vẽ bằng tay thì thật khó khăn; thay vào đó, người ta thường dùng một loại giấy có vẽ sẵn một lưới đặc biệt. Để tạo ra lưới này, họ vẽ một lưới các vĩ tuyến và kinh tuyến của bán cầu, và chiếu các đường cong này lên đĩa. Kết quả thu được gọi là stereonet hay lưới Wulff (đặt theo tên gọi nhà khoáng vật học người Nga George (Yuri Viktorovich) Wulff ).
Tính chất bảo toàn góc của phép chiếu có thể thấy bằng cách kiểm tra các đường của lưới. Các vĩ tuyến và kinh tuyến vuông góc nhau trên mặt cầu, và ảnh của chúng cũng thế trên lưới Wulff.

Minh họa các bước từ 1-4 để vẽ một điểm trên lưới Wulff

Minh hoạ việc sử dụng lưới Wulff, tưởng tượng ta có hai bản sao như vậy trên một tờ giấy mỏng, cái này chồng lên cái kia, có cùng tâm. Giả sử rằng ta muốn vẽ một điểm có tọa độ (0.321, 0.557, -0.766) nằm tại nửa dưới của bán cầu đơn vị chiếu lên mặt phẳng. Điểm này nằm trên đường thẳng tạo một góc ngược chiều kim đồng hồ 60° so với chiều dương của trục x (hay 30°Cùng chiều kim đồng hồ theo chiều dương của trục y) và 50° dưới mặt phẳng ngang z = 0. Sau khi xác định được các góc này, ta làm theo 4 bước:
1. Dùng các đường lưới, ở hình vẽ minh họa, mỗi đường cách nhau 10°, đánh dấu điểm trên cạnh của lưới mà có góc 60° ngược chiều kim đồng hồ tính từ điểm (1, 0) (hay 30° theo chiều kim đồng hồ tính từ điểm (0, 1)).
2. Xoay lưới ở trên cho đến khi điểm này canh trùng với tọa độ (1, 0) của lưới bên dưới.
3. Dùng các đường lưới ở lưới bên dưới, đánh dấu điểm hướng 50° về phía trung tâm tính từ điểm đó.
4. Xoay lưới bên trên theo chiều ngược lai với lần xoay trước, để đem nó về trùng khớp với lưới bên dưới. Và điểm đánh dấu ở bước 3 chính là điểm chiếu ta muốn tìm.

Để vẽ các điểm khác mà có góc không tròn số như 60° và 50°, người ta phải nội suy từ các đường lưới gần nhất. Vì thế, tốt hơn là nên chia nhỏ lưới ra với khoảng cách 2°, thay vì dùng khoảng cách 10°.
Để tìm góc ở tâm giữa 2 điểm trên mặt cầu dựa trên hình vẽ lập thể của chúng, áp hình vẽ lên trên lưới Wulff và xoay hình vẽ quanh tâm cho tới khi 2 điểm nằm trên cùng hoặc gần một đường kinh tuyến. Sau đó, đo góc giữa chúng bằng cách đếm số đường lưới (vĩ tuyến) dọc theo kinh tuyến đó.

### Hiển thị đường thẳng và mặt phẳng

Animation of tilt traverse between 4 of the 8 <111> zones in an fcc crystal. Planes edge-on (banded lines) intersect at fixed angles.

## Các ứng dụng khác

### Bản đồ học

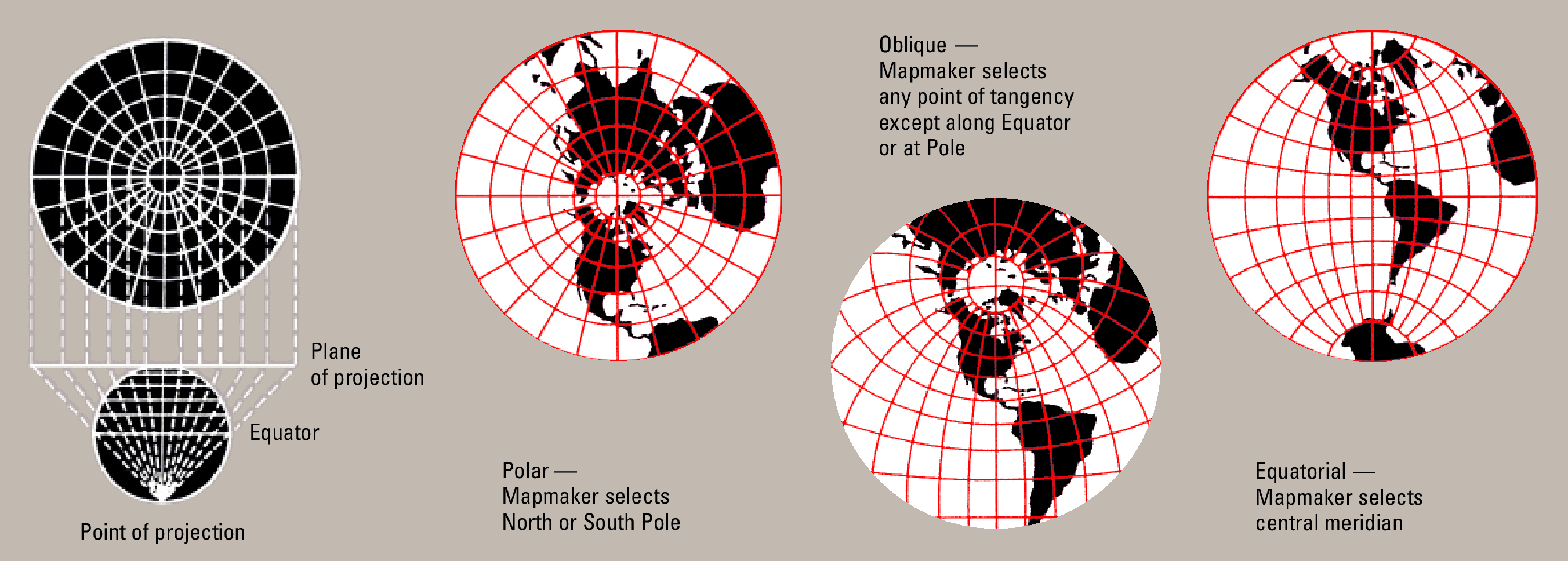
Stereographic projection is used to map the Earth, especially near the poles, but also near other points of interest.

Thực tiễn là không có ánh xạ nào từ mặt cầu sang mặt phẳng mà có thể biểu diễn chính xác cả góc (đồng thời là hình dáng) và diện tích. Nói chung, phép chiếu ánh xạ có bảo toàn diện tích được ưa thích trong ứng dụng thống kê, vì chúng đáp ứng tốt với tích phân, trong khi các ánh xạ bảo giác (bảo lưu góc) thì được ưa thích trong ngành hàng hải.
Và phép chiếu lập thể thuộc về loại 2.

### Tinh thể học

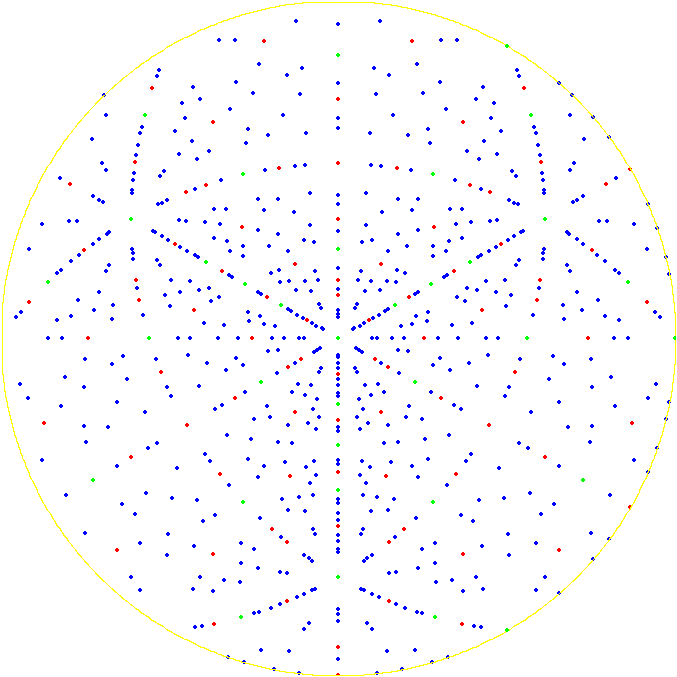
Cực tinh thể ô mạng kim cương theo trục [111].

Trong tinh thể học, hướng của các trục tinh thể và bề mặt của chúng trong không gian 3D là mối quan tâm chính, mục tiêu là hiểu được các mẫu tia X và nhiễu xạ electron. Các hướng này có thể được thể hiện ra hình ảnh bằng các phương cách đề cập trong phần Hiển thị hình ảnh đường thẳng và mặt phẳng ở trên. Nghĩa là các trục tinh thể và các cực của mặt phẳng tinh thể giao nhau với nửa cầu Bắc và được vẽ lên mặt phẳng bằng phép chiếu lập thể. Phác đồ cực được gọi là hình vẽ cực (pole figure).

### Địa chất

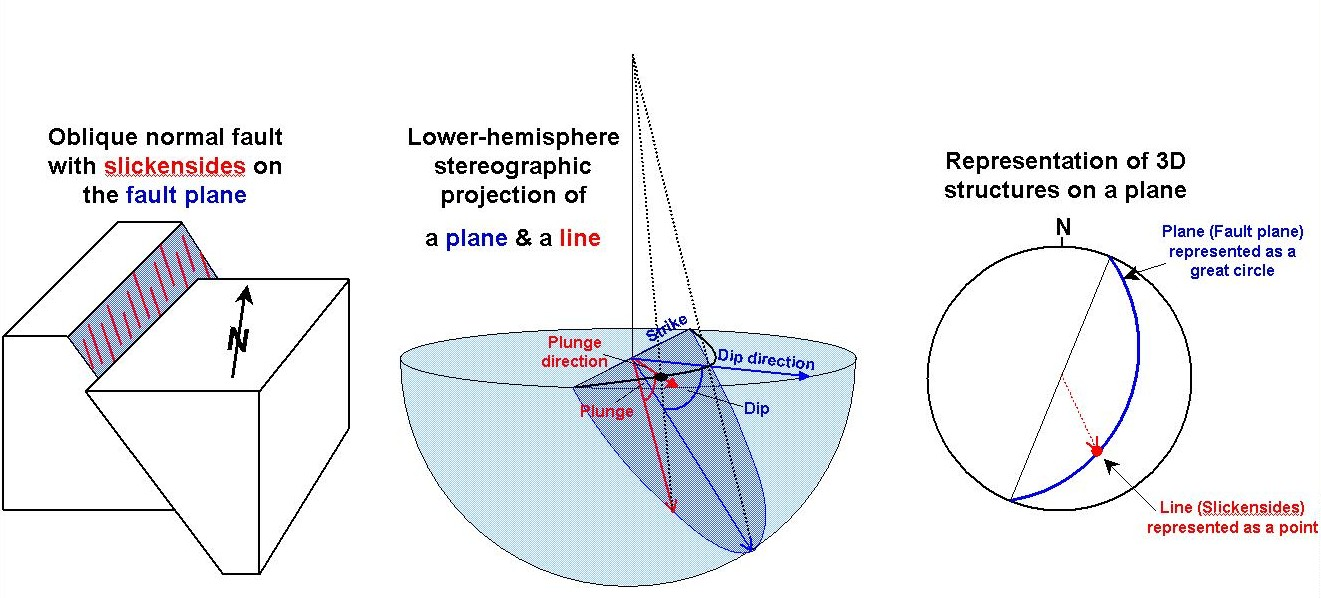
Sử dụng nửa bán cầu dưới của lưới chiếu lập thể để thể hiện các dự liệu trên mặt phẳng và đường thẳng trong địa chất cấu tạo, ví dụ về mặt phẳng đứt gãy thể hiện bằng một đường thẳng

Các nhà nghiên cứu về địa chất cấu tạo quan tâm đến hướng của các mặt phẳng và đường thẳng với nhiều mục đích khác nhau. Sự phân phiến của đá là một mặt phẳng thường chứa các yếu tố dạng tuyến. Một cách tương tự, mặt phẳng đứt gãy cũng là một yết tố phẳng chứa các yếu tố dạng tuyến.
Các hướng của các đường thẳng và mặt phẳng này  có thể được vẽ ở nhiều tỉ lệ khác nhau bằng các phương pháp thể hiện mặt phẳng và đường thẳng như đã đề cập ở trên. Trong khi đó tinh thể học, các mặt phẳng được vẽ theo các trục của nó. Không giống tinh thể học, cực nam được sử dụng thay vì cực bắc (bởi vì các yếu tố địa chất như là một câu hỏi nằm bên dưới bề mặt Trái Đất?). Trong phạm vi này, phép chiếu lập thể thường đề cập đến phép chiếu nửa bán cầu dưới bảo toàn góc. Phép chiếu nửa bán cầu dưới bảo toàn diện tích nhau dựa trên phép chiếu Lambert đứng bảo toàn diện tích cũng được sử dụng, đặc biệt khi vẽ các đối tượng theo các phân tích thống kê như đường đẳng trị mật độ.

### Nhiếp ảnh học

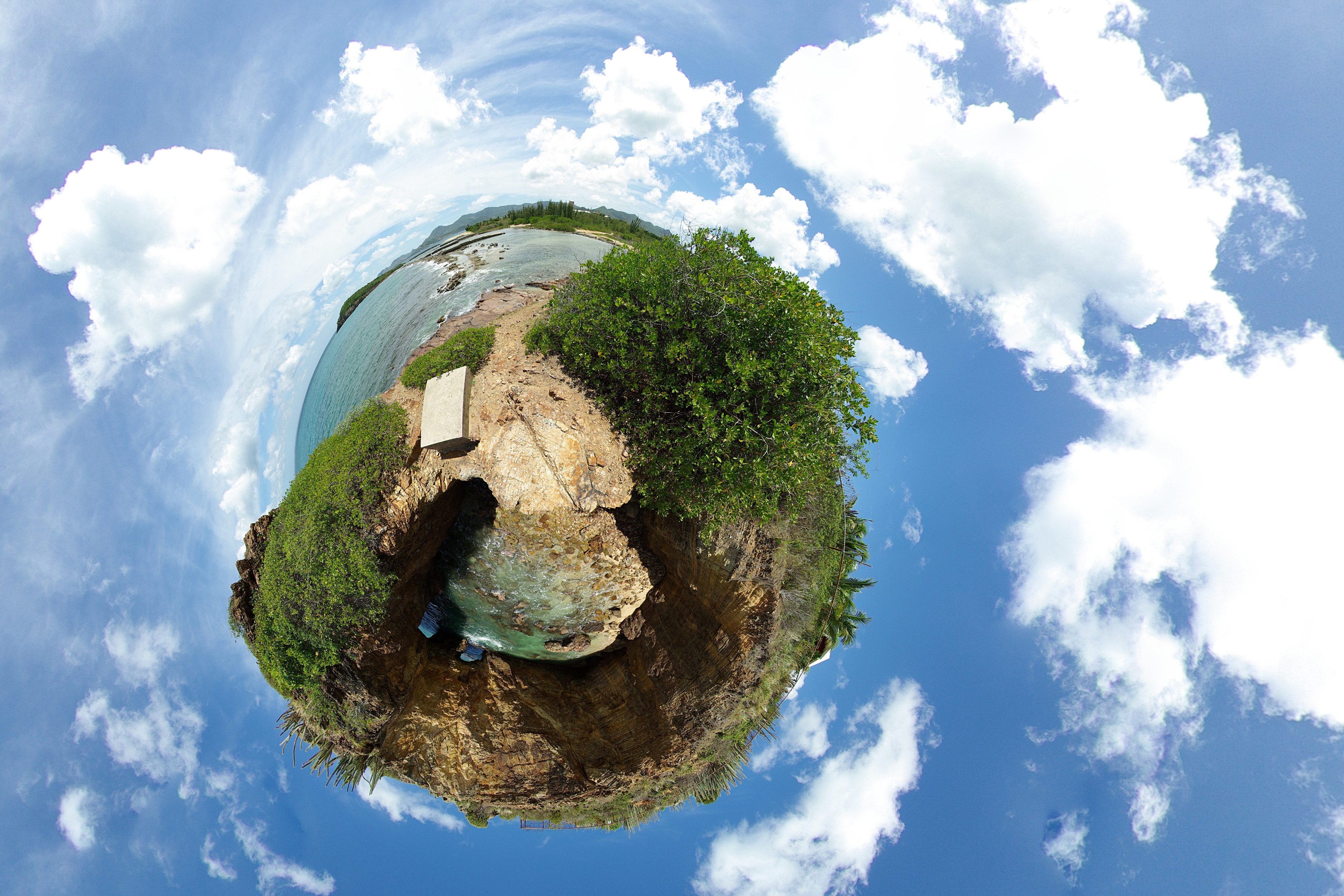
Spherical panorama projected using the stereographic projection

## Chú ý
1. ↑  Snyder (1993).
2. ↑  According to (Elkins, 1988) who references Eckert, "Die Kartenwissenschaft", Berlin 1921, pp 121--123
3. ↑  Wulff, George, Untersuchungen im Gebiete der optischen Eigenschaften isomorpher Kristalle: Zeits. Krist.,36, l-28 (1902)